# Station Dissen-Bad Rothenfelde
Station Dissen-Bad Rothenfelde (Haltepunkt Dissen-Bad Rothenfelde) is een spoorwegstation in de Duitse plaats Dissen am Teutoburger Wald, in de deelstaat Nedersaksen. Daarnaast bedient het station ook het aangrenzende kuuroord Bad Rothenfelde. Het station ligt aan de in 1886 geopende spoorlijn spoorlijn Brackwede - Osnabrück (Haller Willem). 

## Stationsgebouw
Het stationsgebouw is duidelijk ouder als de spoorlijn en een "veteraan" in de spoorgeschiedenis. Want het station is eigenlijk het gebouw van Hildesheim Hauptbahnhof, welke in 1846 is gebouwd. Vervolgens is het stationsgebouw afgebroken en in 1886 weer opgebouwd in Dissen-Bad Rothenfelde. Het stationsgebouw heeft een monumentale status.

## Exploitatie
Op 2 juni 1984 werd het reizigersvervoer tussen Osnabrück en Dissen-Bad Rothenfelde gestaakt, zo dat het station een eindpunt werd voor treinen vanuit Bielefeld. Op 1 juni 1991 werd ook het goederenvervoer op dit tracé stilgelegd. De Deutsche Bahn wilde ook het trajectdeel naar Bielefeld stilleggen, maar door het burgerinitiatief Initiative Haller Willem werd dit verhinderd.
Het gevolg was dat spooraansluitingen werden gesaneerd. Ook zijsporen werden gesloopt, er bleven alleen doorgangsporen over. Op 12 juni 2005 werd het reizigersvervoer weer gestart. Het station en de spoorlijn is niet in beheer bij DB Station&Service AG, maar in beheer bij de VLO (Verkehrsgesellschaft Landkreis Osnabrück). Hierdoor is het station niet gecategoriseerd. 
Vandaag gebruiken dagelijks meer dan 800 passagiers het station. Er rijden treinen van NordWestBahn in een uurfrequentie tussen Osnabrück en Bielefeld. Op het stationsplein is er een bushalte voor het vervoer naar Dissen en Bad Rothenfelde.

## Treinverbindingen
De volgende treinserie doet station Dissen-Bad Rothenfelde aan:
| Serie | Treinsoort                  | Route                                                                  | Bijzonderheden                                      |
| ----- | --------------------------- | ---------------------------------------------------------------------- | --------------------------------------------------- |
| RB 75 | Regionalbahn (NordWestBahn) | Bielefeld Hbf – Halle (Westf) – Dissen-Bad Rothenfelde – Osnabrück Hbf | Haller Willem 2x per uur, 1x per uur in het weekend |